# Koreyasu
Książę Koreyasu (jap. 惟康親王 Koreyasu shinnō; ur. 26 maja 1264, zm. 25 listopada 1326) – trzynasty siogun w historii i siódmy siogunatu Kamakura.

## Życie
Syn księcia Munetaki. Został siogunem w wieku 3 lat po abdykacji swojego ojca.
Siogunat był w rzeczywistości kontrolowany przez potężny ród Hōjō.
W wieku 25 lat Munetaka musiał abdykować na rzecz księcia Hisa’aki.

## Inwazje mongolskie
W okresie rządów Koreyasu mongolski władca Kubilaj dwukrotnie (w 1274 i 1281 r.) zaatakował Japonię. W obu przypadkach obrońcom pomogły tajfuny („kamikaze” – „boski wiatr”), które zniszczyły flotę najeźdźców.
Choć Japończycy odnieśli zwycięstwo, kosztowna wojna znacznie zniszczyła gospodarkę kraju, a trudności finansowe podkopały pozycję rodu Hōjō.

## ErybakufuKoreyasu
- Bun’ei (1264–1275)
- Kenji (1275–1278)
- Kōan (1278–1288)
- Shōō (1288–1293)